# Anneke Esaiasdochter

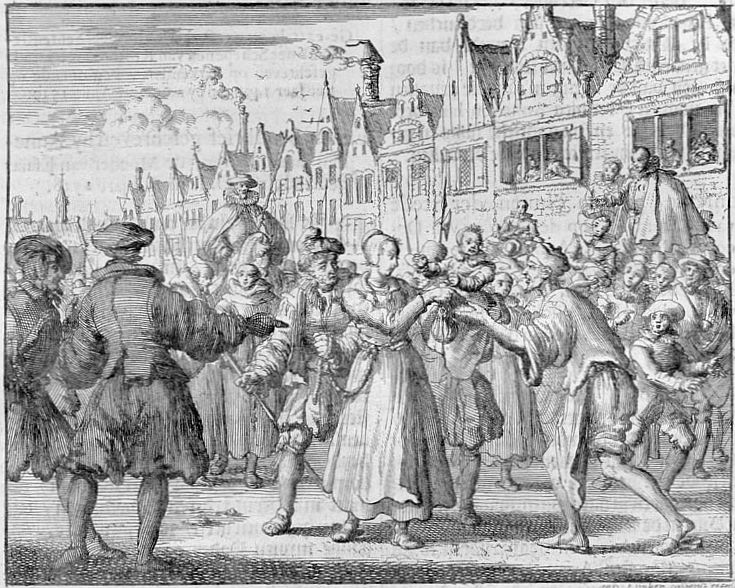
De verdrinking van Anneke Esaiasdochter, ets door Jan Luyken.

Anneke Esaiasdochter, ook bekend als Anneke Jansz en Anneke van Rotterdam, (Brielle, 1509 - Rotterdam, 24 januari 1539) was een Nederlandse wederdoper die als ketter werd geëxecuteerd.

## Biografie
Over de afkomst van Anneke Esaiasdochter is vrij weinig bekend behalve dat ze uit Brielle afkomstig was en gehuwd was met Arent Jansz. In 1534 liet zij zich samen met haar man herdopen door Meindert van Emden, een volgeling van David Joris. Vermoedelijk is Anneke Esaiasdochter de vrouw die met David Joris in 1536 enige tijd samenleefde in Delft en zou ze betrokken zijn geweest bij de (gedeeltelijke) financiering van diens geschriften. In 1536 week zij uit naar Londen waar haar man sinds 1534 al als vluchteling zat.
In 1538 keerde Anneke Esaiasdochter in het gezelschap van een Leuvense medegelovige terug uit Londen. In Rotterdam werd ze opgepakt toen de ze de boot naar Delft wilde pakken. Kort daarvoor had ze op de wagen naar Rotterdam geestelijke liedjes gezongen. Een man uit Brielle had haar herkend en gaf haar aan. Anneke Esaiasdochter werd vervolgens verhoord en op 23 januari 1539 werd ze ter dood veroordeeld. De volgende dag werd ze samen met haar reisgenote verdronken bij de Delftsche Poort.
Volgens de overlevering vroeg Anneke vlak voor haar dood aan de omstanders of iemand de zorg voor haar veertien maanden oude kind, Esaias van der Lint op zich wilde nemen. Een bakkersknecht nam de zorg op zich. Later kwam deze in goeden doen, hij werd eigenaar van een brouwerij, De drie Ringen. Het kind groeide op en werd ook bierbrouwer en burgemeester van Rotterdam. 

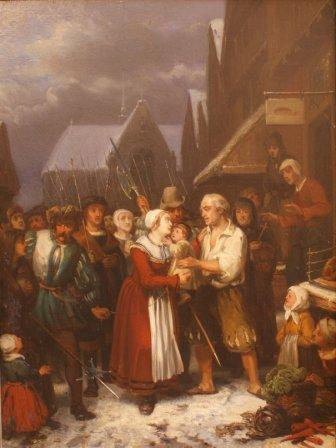
Anneke Jansz geeft haar kind aan de bakkersknecht. Schilderij door Ary Lamme.

Anneke werd begraven in ongewijde grond, het Roode Zant bij Rotterdam.

## Wetenswaardigheden
Over het leven van Anneke Jansz schreef Minne van der Staal het boek Anneke Jansz : historisch verhaal uit den eersten tijd der Hervorming, dat verscheen in 1914. In 2006 verscheen een andere versie van dit boek, met als titel Getrouw tot de dood (Het leven en sterven van Anneke Jansz.)